# George Eyser
George Eyser (* 1871 Kiel, Německo – 6. března 1919) byl americký gymnasta německého původu, účastník 3. letních olympijských her 1904 v Saint Louis, kde získal šest medailí, z toho tři zlaté.
Eyser je zřejmě jediným olympijským vítězem na klasických olympijských hrách, který byl postižený ztrátou levé nohy. Přišel o ni při kolizi s vlakem a na olympiádě cvičil s dřevěnou protézou. Z dokumentů je známo, že Eyser se účastnil ještě v roce 1908 za svůj tým Concordia mezinárodního mítinku ve Frankfurtu nad Mohanem v Německu a r. 1909 národního mítinku v Cincinnati ve státě Ohio.

## George Eyser na 3. olympijských hrách v Saint Louis
Zvláštností olympiády v Saint Louis, která výrazně snižuje její sportovní hodnotu v porovnání s ostatními olympiádami, byla všeobecně nízká účast zahraničních sportovců. To se projevilo i u gymnastických soutěží. Ty byly dokonce současně mistrovstvím USA pro rok 1904. Přesto je MOV uznal součástí programu her.
Eyserův výsledek je historickou raritou v tom, že všechny své olympijské medaile získal v jediném dni (28. října 1904).

### Víceboj jednotlivců
Soutěž ve víceboji jednotlivců a družstev spojovala gymnastické a atletické disciplíny: hrazdu, bradla, přeskok, přeskok koně našíř, běh na 100 yardů a vrh koulí. Účastnilo se 119 závodníků ze tří zemí (někde uváděny čtyři země, protože Lenhart měl v době OH rakouské občanství). George Eyser obsadil 71. místo.

### Víceboj družstev
George Eyser bojoval ve víceboji za tým Concordia Turnverein Saint Louis. Tento tým obsadil celkově 4. místo (složení William Merz, Georges Stapf, John Dellert, Emil Voigt, George Eyser a M. Meyland).

### Gymnastický trojboj
Ze soutěže ve víceboji byly vyčleněny gymnastické disciplíny hrazda, bradla a přeskok a součty bodů za tato nářadí udala pořadí této disciplíny. George Eyser obsadil 10. místo.

### Sdružená soutěž
Disciplínu uvádí Karel Procházka jako gymnastický sedmiboj, když kromě cvičení na bradlech, hrazdě, koni našíř a přeskoku uvádí i kruhy, kužele a šplh. Soutěžilo pravděpodobně pouze pět Američanů, sčítaly se body za jednotlivá nářadí. Zvítězil Anton Heida, Eyser obsadil druhé místo, třetí byl William Merz.

### Bradla
Ve cvičení na bradlech nastoupilo pět Američanů – Eyser, Heida, Merz, Duha a Hennig. Zvítězil na nich George Eyser, za ním skončil Anton Heida, třetí byl John Duha.

### Hrazda
V soutěži na hrazdě se střetli Američané Heida, Hennig, Eyser, Merz a Duha. George Eyser obsadil třetí místo, o první místo se dělil Anton Heida a Edward Hennig.

### Přeskok
V přeskoku nastoupilo pět Američanů a George Eyser se podělil o zlato s Antonem Heidou. Třetí byl Merz, bez medaile skončili Duha a Hennig.

### Kůň našíř
Ve cvičení na koni našíř byl nejúspěšnější z pětice Američanů Anton Heida. Druhý byl George Eyser, třetí Merz, Duha a Hennig na medaili nedosáhli.

### Šplh
Svoji třetí zlatou medaili na olympiádě vybojoval George Eyser ve šplhu. V této disciplíně se sešli tři Američané, za Eyserem (čas 7,0 s) skončil Charles Krause, třetí Emil Voigt.